# Symplocaceae
Symplocaceae es una familia de plantas de flores perteneciente al orden Ericales, incluye un solo género, Symplocos, con unas 250 especies nativas de  Asia, Australia y América.
Son árboles y arbustos perennes con hojas alternas, coriáceas o herbáceas, pecioladas y enteras. Son hermafroditas con sus flores agrupadas en inflorescencias o solitarias, en racimos y en panículas. El fruto es una drupa con 2-5 semillas.

## Especies seleccionadas
- Symplocos abietorum
- Symplocos acananensis
- Symplocos acuminata
- Symplocos acuminatissima
- Symplocos acuta
- Symplocos citrea Lex. ex La Llave & Lex. - garrapata de México, jaboncillo de México.[1]
- Symplocos cochinchinensis - bobua de la India, bohua de la India.[1]
- Symplocos limoncillo
- Symplocos martinicensis Jacq. - azulejo de Cuba,[1] denominada en Colombia y Puerto Rico palo de aceituna o aceituno[2]
- Symplocos stawellii
- Symplocos theiformis - té de Bogotá, té de Santa Fe de Bogotá.[1]
- Symplocos thwaitesii

## Sinónimo
- Cordyloblaste

## Imágenes

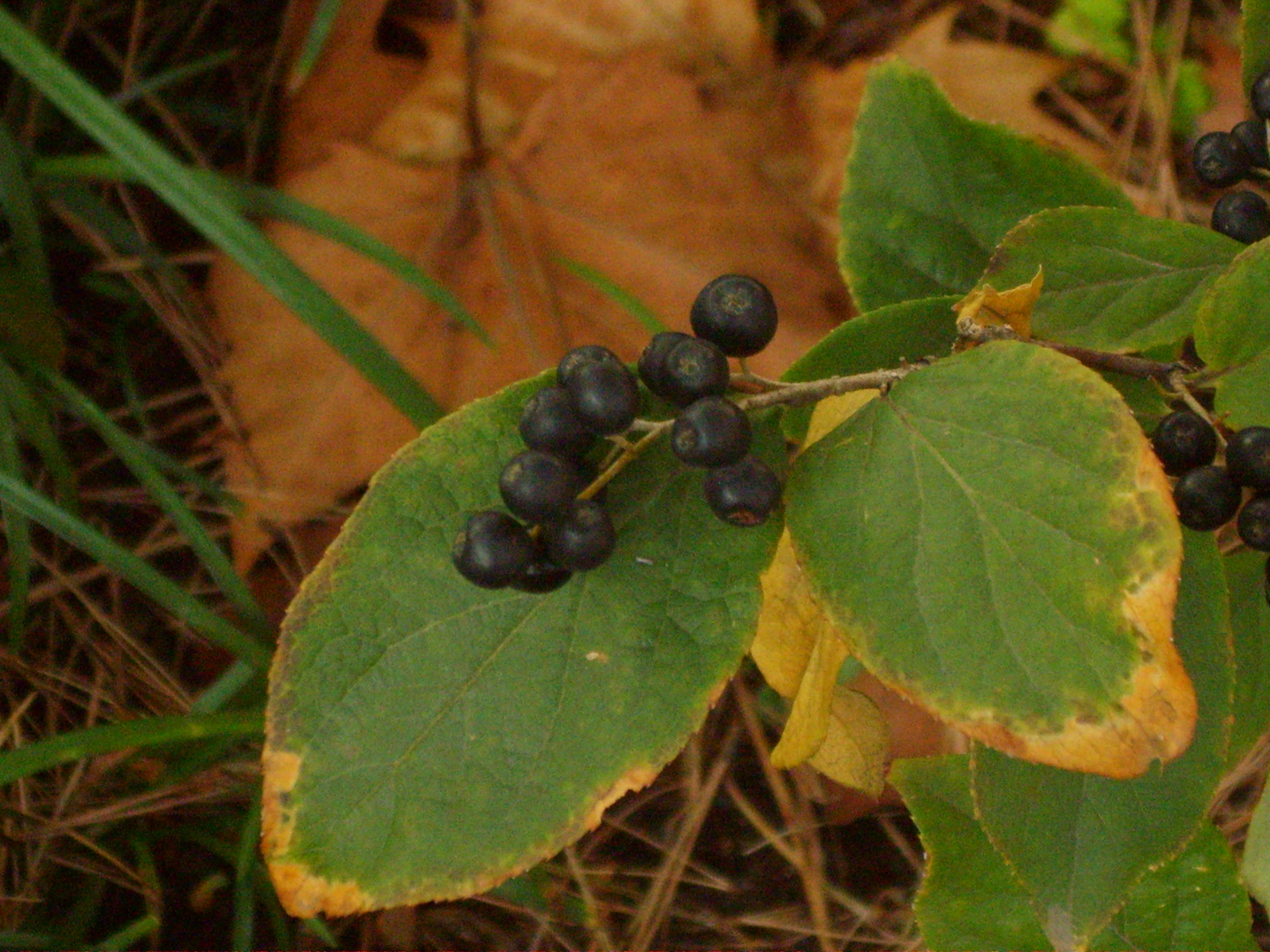
Symplocos chinensis con frutos